# نوردربراروپ
نوردربراروپ (به آلمانی: Norderbrarup) یک شهر در آلمان است که در اشلسویگ-فلنسبورگ واقع شده‌است. نوردربراروپ  ۶۷۶ نفر جمعیت دارد.